# Nymphula nivalis
Nymphula nivalis là một loài bướm đêm trong họ Crambidae.